# Hermann Beckler

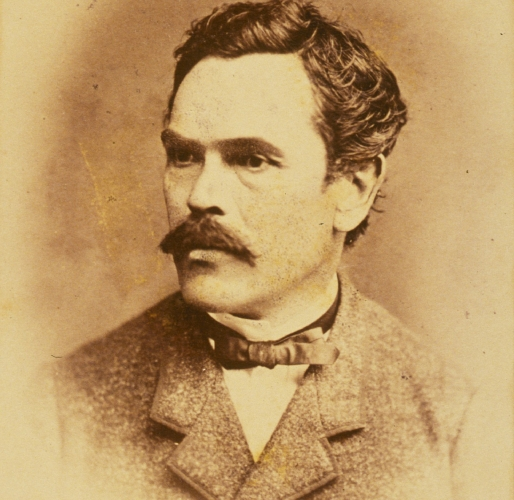
Hermann Beckler

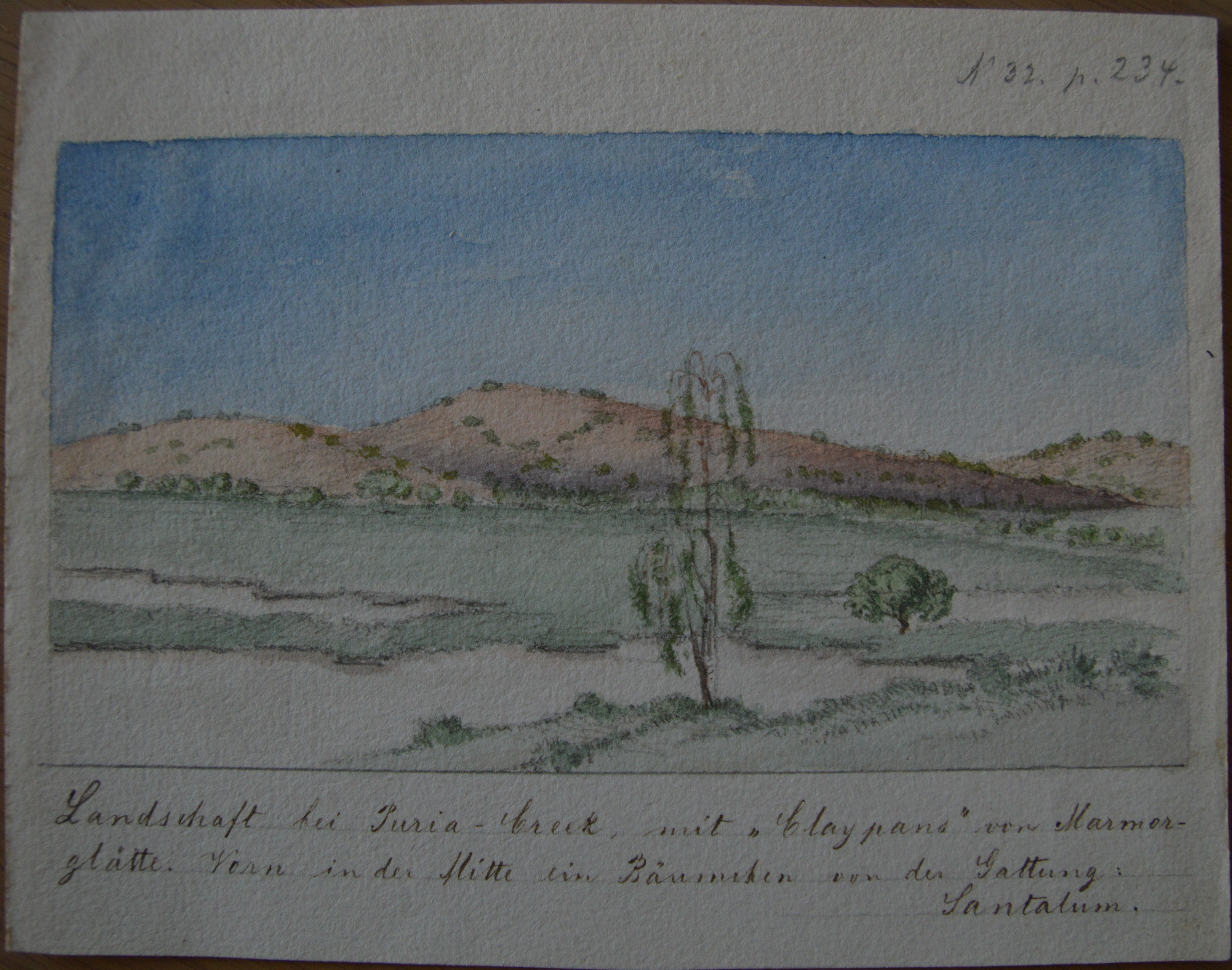
Landschaftszeichnung (australisches Outback)

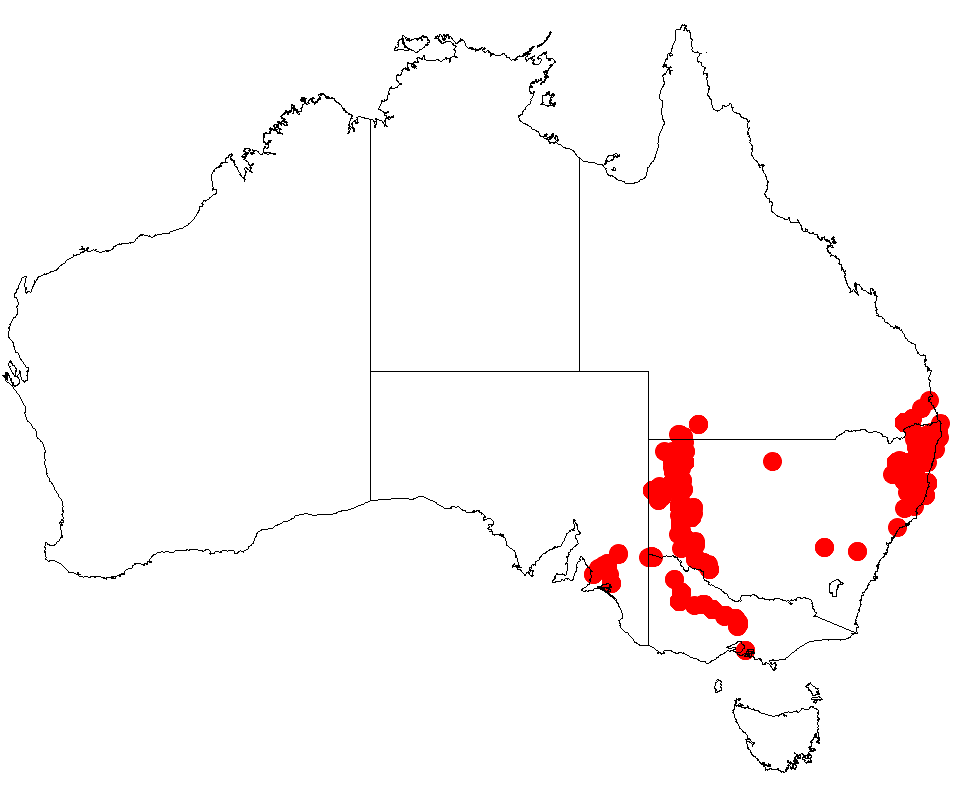
Karte seiner Sammlungen in Australien

Hermann Beckler (* 28. September 1828 in Höchstädt an der Donau; † 10. Dezember 1914 in Fischen im Allgäu) war ein deutscher Arzt, der als Naturforscher und Expeditionsteilnehmer in Australien wirkte.

## Leben
Hermann Beckler wuchs als eines von fünf Kindern in seinem Geburtsort auf und studierte in München Medizin. Am 20. Juni 1855 schloss er sein Studium mit einer Dissertation über die Uterinblennorrhoe ab.  Neben dem Interesse an der Medizin prägte vor allem seine Begeisterung für die Naturwissenschaft wie auch die Botanik seine späteren Veröffentlichungen.
Unmittelbar nach Abschluss seines Studiums am 30. September 1855, machte er sich auf den Weg von Hamburg nach Australien, um dort als Arzt tätig zu werden. In den folgenden Jahren verdiente er seinen Lebensunterhalt außerdem als Drogist, Pflanzensammler und Schafhirte. Durch diese Tätigkeiten wie auch seine Kontakte zu den Deutschen Ferdinand von Müller und Georg von Neumayer wurde er als Teilnehmer für die Burke-und-Wills-Expedition nominiert, die einen persönlichen Höhepunkt seiner Erlebnisse darstellte. Sich der Verantwortung und auch des starken öffentlichen Interesses dieses Unternehmens – auch im damaligen Deutschland – durchaus bewusst, trat er doch auf Grund auftretender Differenzen im Verlauf der Expedition von seinem Amt zurück.  Beckler blieb aber insofern Teilnehmer des Unternehmens, als er das von den Weiterziehenden zurückgelassene Vorratslager betreute und auch bis zum Ende die medizinische Versorgung übernahm. Nach dem tragischen Ende der Expedition sah er sich Vorwürfen des Verrats und der Aufgabe ausgesetzt, zunächst in Australien, dann aber auch in Deutschland. Nach seiner Rückkehr im Jahr 1862 schrieb er deshalb einen eigenen Bericht, um sich so zu rehabilitieren, der jedoch nicht veröffentlicht wurde.
Während der Jahre in Australien verfasste Hermann Beckler eine Vielzahl von Briefen an seinen jüngeren Bruder Karl, die eindrucksvoll das Erlebte, aber auch das Australien des 19. Jahrhunderts, das Leben der europäischen Einwanderer und die Begegnung mit den Aborigines schildern.
Nach seiner Rückkehr eröffnete er in Fischen im Allgäu eine Praxis als Arzt und lebte dort bis zu seinem Tod. In seinem Geburtsort wurde eine Straße nach ihm benannt.

## Schriften
- Beckler, Hermann: Ueber die Uterinblennorrhoe. Inaugural-Dissertation, München 1855.
- Beckler, Hermann: Entdeckungen in Australien. Briefe und Aufzeichnungen eines Deutschen 1855–1862. Stuttgart: Thorbecke, 2000, ISBN 3-7995-0608-X.
- Beckler, Hermann: Vom Edward's River nach Melbourne. In: Das Ausland. Wochenschrift für Länder- und Völkerkunde. Nr. 13, 1860, S. 293–296.
- Beckler, Hermann: Die Musik der Vögel. In: Die Gartenlaube. 1867, S. 558–559
- Beckler, Hermann: Corroberri. Ein Beitrag zur Kenntnis der Musik bei den australischen Ureinwohnern. In: Der Globus. Band 13, 1868, S. 82 f.
- Beckler, Hermann: Die Ureinwohner Australiens. In: Jahresbericht des Vereins für Erdkunde zu Dresden. 1872, S. 1–18.
- Beckler, Hermann: A Journey to Coopers Creek. Melbourne: Miegunya Press, 1989. Übersetzt von Stephen Jeffries,  ISBN 9780522844849.